# Brasil Novo
Brasil Novo is een gemeente in de Braziliaanse deelstaat Pará. De gemeente telt 14.984  inwoners (schatting 2015).

## Aangrenzende gemeenten
De gemeente grenst aan Altamira, Medicilândia, Porto de Moz, Uruará en Vitória do Xingu.